# Майнхард VI (Горица)
Майнхард VI (на немски: Meinhard VI von Görz, † сл. 6 май 1385) от род Майнхардини, е граф на Горица от 1338 до 1385 г.

## Произход и управление
Той е син на граф Алберт II от Горица (1261 – 1325) и Еуфемия от Меч (1301 – 1353).
През 1338 г. Майнхард VI поема заедно с братята си Алберт III и Хайнрих V графството Горица от роднината му Йохан Хайнрих IV от Горица. От 1365 г. той управлява сам. Майнхард е скаран с двамата си братя и затова през 1363 г. не успява да получи Графство Тирол.

## Фамилия
Майнхард се жени първо през 1347 г. за Катарина фон Пфанберг († сл. 1375), дъщерята на граф Улрих V фон Пфанберг и след това за Утехилд фон Меч/Мач, дъщеря на Улрих VI фон Мач-Кирхберг. От двата брака той има децата:
- Анна от Зваршенек († 1402), омъжена за граф Йохан Франкопан от Веглия, бан на Хърватия († 1393)
- Катарина от Горица († 1391), омъжена от 1372 г. за херцог Йохан II от Бавария-Мюнхен († 1397)
- Урсула от Шьонек, Нойхауз и Утенщайн, омъжена за граф Хайнрих VII фон Шаунберг († 1390)
- Елизабет
- Хайнрих VI (1376 – 1454), граф на Горица (1385 – 1454)
- Йохан Майнхард VII († 1430), пфалцграф на Каринтия, граф на Кирхберг († 1430), женен за Магдалена, дъщеря на баварския херцог Фридрих Мъдрия, и след това за Агнес фон Петау.